# Camptochaeta uniceps
Camptochaeta uniceps är en tvåvingeart som beskrevs av Heikki Hippa och Pekka Vilkamaa 1994. Camptochaeta uniceps ingår i släktet Camptochaeta och familjen sorgmyggor.
Artens utbredningsområde är British Columbia. Inga underarter finns listade i Catalogue of Life.